# Chilobrachys thorelli
Chilobrachys thorelli är en spindelart som beskrevs av Pocock 1900. Chilobrachys thorelli ingår i släktet Chilobrachys och familjen fågelspindlar. Inga underarter finns listade i Catalogue of Life.